# Hrabstwo Juneau
Hrabstwo Juneau (ang. Juneau County) – hrabstwo w stanie Wisconsin w Stanach Zjednoczonych.
Obszar całkowity hrabstwa obejmuje powierzchnię 804,13 mil² (2082,69 km²). Według szacunków United States Census Bureau w roku 2009 miało 26 451 mieszkańców. Jego siedzibą administracyjną jest Mauston.
Hrabstwo zostało utworzone z Adams w 1856. Nazwa pochodzi od nazwiska Kanadyjczyka Solomona Juneau, zajmującego się polityką i handlem futrami.
Na obszarze hrabstwa znajdują się rzeki Baraboo, Lemonweir, Little Lemonweir, Little Yellow, Wisconsin i Yellow oraz 57 jezior.

## Miasta
- Armenia
- Clearfield
- Cutler
- Elroy
- Finley
- Fountain
- Germantown
- Kildare
- Kingston
- Lemonweir
- Lindina
- Lisbon
- Lyndon
- Marion
- Mauston
- New Lisbon
- Necedah
- Orange
- Plymouth
- Seven Mile Creek
- Summit
- Wonewoc
- Wisconsin Dells

## Wioski
- Camp Douglas
- Hustler
- Lyndon Station
- Necedah
- Union Center
- Wonewoc